# Eduardo Santamarina
Eduardo Santamarina (Veracruz, 1968. július 9. –) mexikói színész.

## Biográfia
Színészi tanulmányait a CEA-ban, a Televisa központi színészképzőjében végezte el 1991-ben. Juan Osorio adta meg neki első főszerepét a Marisol című telenovellában Erika Buenfil oldalán, ez a sorozat volt az egyik első, nemzetközi szinten is sikeres mexikói telenovella. Egy évvel később már Emilio Larrosa novellájában, a Salud, Dinero y Amorban játszott főszerepet. Itt ismerte meg a főhősnő személyében Itatí Cantoralt, akivel hosszú és szövevényes szerelmi viszonyt kezdett. 1998-ban a Rencor Apasionado, 1999-ben a Serafín, 2000-ben pedig az El Precio de tu Amor főszerepét játszotta. Szintén 2000-ben összeházasodott Itatí Cantoral-lal. 2001-ben az Szeretők és riválisok (Amigas y Rivales)-ben vendégszerepelt, és ebben az évben születtek meg az ikrei, akiknek keresztanyjuk Thalía. 2003-as sorozata, a Velo de Novia pedig inkább a sorozathoz kapcsolódó botrányok miatt maradt emlékezetes. Eduardo 2004-ben elvált Itatítól és viszonyba kezdett Velo de Novia-beli partnernőjével, Susana Gonzálezzel. 2004-ben szerepet kapott a Rubí, az elbűvölő szörnyeteg című nemzetközileg is sikeres telenovellában. A Rubí, az elbűvölő szörnyetegért a színész megkapta a legjobb férfi főhősnek járó díjat, és bár hasonló sikert azóta sem tudhatott magáénak, 2007-ben a Yo amo a Juan Querendón főszerepe kapcsán elfogyasztott egy harmadik barátnőt is. Mayrín Villanuevával azonban úgy tűnik, végre meg fog állapodni, közös kislányuk, Julia 2009. július 18-án született.

## Filmográfia
- Baño de Mujeres (2002)
- Ya No Los Hacen Como Antes (2002)
- La Sombra del Sahuaro (2004)
- Seguridad Nacional (2005)

## Televízió
- De Frente al Sol (1992) - Luis Enrique
- Más Allá del Puente (1994) - Luis Enrique
- Prisionera de Amor (1994)
- El Vuelo del Águila (1994) - Dr. Ortega
- La Dueña (1995) - Mauricio
- Marisol (1996) - José Andrés
- La Antorcha Encendida (1996)
- Salud, Dinero y Amor (1997) - Jorge Miguel
- Rencor Apasionado (1998) - Mauricio Gallardo Del Campo
- Serafin (1999) - Miguel
- Cuento de Navidad (1999) - Angel
- El Precio de tu Amor (2000) - 'Toño'
- Szeretők és riválisok (Amigas y rivales) (2001) - Pepe
- Velo de Novia (2003) - José Manuel/Jorge Robleto
- Rubí, az elbűvölő szörnyeteg (Rubí) (2004) - Alejandro Cardenas Ruiz
- Yo Ámo a Juan Querendón (2007) - Juan Dominguez
- A szerelem diadala (El triunfo del amor) (2010) - Octavio Iturbide
- Ni contigo ni sin ti (2011) -  Leonardo "Leo" Cornejo Fernández
- Por Ella Soy Eva (2012) - Diego Fonticoda
- Libre para amarte  (2013) - Ramón Sotomayor Lascurain
- Antes muerta que Lichita  (2015) - Augusto de Toledo y Mondragón
- Sin tu mirada  (2017) - Luis Alberto Ocaranza